# Thaddus McFadden
Thaddus McFadden   (Flint, 29 de maig de 1987) és un jugador de bàsquet nord-americà amb passaport georgià. Amb 1,88 metres d'alçària juga en les posicions de base i escorta.

## Carrera esportiva
És un base format a Fairmont State. Després de no ser draftejat el 2009 arribaria a les files de l'Usti Nad Laben txec. Més tard, jugaria a Alemanya i explotaria com a gran jugador a Xipre, primer a les files de l'APOEL i després a l'AEK Larnaca. En la temporada 2015-16, aconsegueix l'MVP de la Lliga xipriota, gràcies als 18,2 punts, 4,1 assistències i 4 rebots, aconseguits per partit a les files de l'AEK Larnaka.
En 2016, signa pel SLUC Nancy, però a meitat es temporada es marxaria per reforçar les files del PAOK Salónica de la lliga grega. Durant la temporada 2017-18, McFadden va jugar a les files del Kymis BC, en el qual va aconseguir una mitjana de 17,7 punts (42% en triples), 2,9 rebots, 4 assistències i 1,5 robatoris per partit, obtenint el títol de millor anotador de la lliga grega. Al tancament de la lliga grega va signar pels Chongqing Sanhai Lanling de la CBA, aconseguint 29,3 punts, 7,3 rebots, 2,7 assistències i 1,7 robatoris de mitjana en els tres partits que va disputar.
En el mes de juliol de 2018 es produeix la seva incorporació a l'Iberostar Tenerife de la Lliga ACB per disputar la temporada 2018-19. Va començar la temporada amb bons números, amb una mitjana de 12,4 punts i 11,4 de valoració, però una lesió al tendó del recte femoral va fer tallar la seva progressió. El Tenerife va contractar Davin White per substituir-lo, qui es va adaptar molt bé a l'equip i li va anar retallant minuts, i el 12 de febrer va rescindir unilateralment el seu contracte amb el club insular. El 7 de març de 2019, el Divina Seguros Joventut anunciava la seva contractació fins a final de temporada, per substituir al també nord-americà Dakota Mathias. La temporada 2019-20 fitxa pel San Pablo Burgos, el que serà el seu tercer equip de la Lliga Endesa.

## Estadístiques

### Lliga ACB
| Any       | Equip     | PJ | 5i | Min  | %2P | %3P  | %TL  | Reb | Ass | Rec | Tap | Punts | Val  |
| --------- | --------- | -- | -- | ---- | --- | ---- | ---- | --- | --- | --- | --- | ----- | ---- |
| 2018-19   | Tenerife  | 15 | 11 | 21,4 | 58  | 41   | 85   | 1,5 | 2,3 | 0,6 | 0,1 | 12,4  | 11,3 |
| 2018-19   | Joventut  | 12 | 2  | 19,5 | 43  | 50   | 82   | 1,1 | 1,5 | 0,6 | 0,1 | 9,9   | 8,2  |
| Total ACB | Total ACB | 27 | 13 | 20,6 | 53  | 44,9 | 84,1 | 1,3 | 2   | 0,6 | 0,1 | 11,3  | 9,9  |

### Play-off ACB
| Any     | Equip    | PJ | 5i | Min  | %2P | %3P | %TL | Reb | Ass | Rec | Tap | Punts | Val |
| ------- | -------- | -- | -- | ---- | --- | --- | --- | --- | --- | --- | --- | ----- | --- |
| 2018-19 | Joventut | 2  | 0  | 15,5 | 0   | 33  | 50  | 0,5 | 1,5 | 0   | 0   | 4     | 1   |